# Черемухово (Вологодская область)
Черемухово — деревня в Харовском районе Вологодской области.
Входит в состав сельского поселения Харовское (до 2015 года — Михайловского).
Расстояние по автодороге до районного центра Харовска — 12 км, до центра муниципального образования Михайловского — 5 км. Ближайшие населённые пункты — Спасская, Обориха, Борисиха.

## История
В 1966 г. указом президиума ВС РСФСР деревня Чертунья переименована в Черемухово.

## Население
| 2010 |
| ---- |
| 3    |